# Louis Veuillot
Louis Veuillot (Boynes, 11 de outubro de 1813 – Paris, 7 de março de 1883) foi um escritor e jornalista francês, uma das figuras mais importantes do ultramontanismo (uma filosofia que favorecia a supremacia papal).

## Visão geral da carreira
Veuillot nasceu de pais humildes em Boynes (Loiret). Quando ele tinha cinco anos de idade, seus pais se mudaram para Paris. Com pouca educação, ele conseguiu emprego em um escritório de advogado e foi enviado em 1830 para servir em um jornal de Rouen, e depois para Périgueux. Ele voltou a Paris em 1837 e um ano depois visitou Roma durante a Semana Santa. Lá ele abraçou sentimentos ultramontanos e se tornou um campeão fervoroso do catolicismo. Os resultados de sua conversão foram publicados em Pélerinages en Suisse (1839), Rome et Lorette (1841) e outras publicações.
 

Em 1840, Veuillot juntou-se à equipe do jornal Univers Religieux, um periódico criado em 1833 pelo Abbé Migne, e logo ajudou a torná-lo o principal órgão da propaganda ultramontana como L'Univers. Seus métodos de jornalismo, que faziam grande uso da ironia e da crítica ad hominem, já haviam provocado mais de um duelo, e ele foi preso por um breve período por suas polêmicas contra a Universidade de Paris. Em 1848, ele se tornou editor do jornal, que foi suprimido em 1860, mas reviveu em 1867, quando Veuillot retomou sua propaganda ultramontana, causando uma segunda supressão de seu jornal em 1874. Veuillot então se ocupou escrevendo panfletos polêmicos contra os católicos liberais, o Segundo Império Francês e o governo italiano. Seus serviços à sé papal foram reconhecidos pelo Papa Pio IX, sobre quem escreveu (1878) uma monografia. Matthew Arnold disse sobre ele:
M. Louis Veuillot é uma polêmica digna da idade de ouro da polêmica. Ele é exclusivamente dedicado ao ultramontanismo; ele vive com um pequeno salário fixo dos proprietários do Univers; ele é um homem da vida doméstica mais pura e simples; ele é pobre e tem uma família grande, mas recusou todas as ofertas de lugar e salário do governo e mantém toda sua independência. 
E Orestes Brownson escreveu:
[Veuillot] manifesta o temperamento e a educação de um fanático e parece agir com base no princípio de que quem difere de si mesmo em qualquer ponto importante na história, política ou filosofia deve ser um mau católico, ou nenhum católico. Não questionamos sua sinceridade, não questionamos sua piedade pessoal; mas questionamos sua qualificação para ser um líder católico. Sua mente é muito estreita e unilateral para isso, e sua liderança, com as melhores intenções de sua parte, está preparada apenas para produzir os resultados que ele mais deprecia. Apesar de sua hostilidade para com aqueles que lamentam a perda da liberdade parlamentar e de sua devoção ao imperialismo, ele não foi capaz de salvar seu diário de uma aversão; e parece que, depois de ter ajudado a erigir um governo Absoluto para seu país e a quebrar todas as salvaguardas estabelecidas pelo constitucionalismo à liberdade de pensamento, liberdade de expressão e discussão pública, a polícia teve a crueldade de prendê-lo em sua palavra, e dar-lhe uma amostra do despotismo que ele está disposto a impor aos outros. 
Alguns de seus documentos foram coletados em Mélanges Religieux, Historiques et Littéraires (12 vols., 1857–1875), e sua Correspondência (7 vols., 1883–85) tem grande interesse político. Seu irmão mais novo, Eugène Veuillot, publicou (1901–1904) uma vida abrangente e valiosa, Louis Veuillot.

## Antissemitismo
Veuillot era um antissemita virulento. Já na década de 1840, ele escreveu artigos no L'Univers difamando os judeus, retratando-os como vagabundos alienígenas, acusando-os de calúnia de sangue e afirmando que o Talmud ordenava aos judeus que odiassem todos os cristãos. Ele desdenhosamente rejeitou os judeus que o criticavam como "o povo deicida", alegando que eles eram um elemento estrangeiro que conspirou para controlar toda a sociedade francesa. O ódio de Veuillot se intensificou durante o caso de Mortara a ponto de colocá-lo em desacordo com Napoleão III, a quem ele havia apoiado anteriormente, fazendo com que este suprimisse temporariamente o jornal. O ataque em duas frentes de Veuillot contra os judeus e o liberalismo influenciaria o antissemitismo de Édouard Drumont, que trabalhou para L'Univers em sua juventude.

## Frase apócrifa
Acusa-se Louis Veuillot de ter criticado o liberalismo ao afirmar o seguinte: "Quando sou o mais fraco, peço-lhe liberdade, porque esse é o seu princípio; mas quando sou o mais forte, tiro-lhe a liberdade, porque esse é o meu." Pierre Pierrard explica que essa frase foi atribuída a Louis Veuillot por Montalembert, na forma: "Quando os liberais estão no poder, pedimos-lhes liberdade, porque esse é o princípio deles; e, quando estamos no poder, recusamos-lhes, porque esse é o nosso." A frase foi citada em 3 de junho de 1876 na Assembleia Nacional por Jules Ferry. Desde então, em formas variadas, ela tem sido constantemente repetida, embora, já em 6 de junho seguinte, Veuillot tenha protestado, afirmando que essa frase não era da sua autoria.

## Obras
- Correspondance, Tome II, Tome III, Tome IV, Tome V, Tome VII, Société Générale de Librairie Catholique, 1885.
- Rome et Lorette, J. Casterman, 1841.
- De l'Action des Laiques dans la Question Religieuse, Au Bureau de L'Univers, 1843.
- Vie de Notre-Seigneur Jésus-Christ, Librairie Catholique de Périsse Frérés, 1864 [1st Pub. 1846].
- Les Libres-Penseurs, Jacques Lecoffre et Cie., 1850.
- La Légalité: Dialogue Philosophique, Plon Frères, 1852.
- Les Droits du Seigneur au Moyen Âge, L. Vivés, 1854.
- Le Parti Catholique, L. Vivés, 1856.
- Le Pape et la Diplomatie, Gaume Frères et J. Duprey, 1861.
- Waterloo, Gaume Frères et J. Duprey, 1861.
- Satires, Gaume Frérés et J. Duprey, 1863.
- Le Guêpier Italien, Victor Palmé, 1865.
- A Propos de la Guerre, Palmé, 1866.
- L'Illusion Libérale, Palmé, 1866.
- Les Odeurs de Paris, Palmé, 1867.
- Les Couleuvres, Victor Palmé, 1869.
- Corbin et d'Aubecourt, Victor Palmé, 1869.
- La Liberté du Concile, Victor Palmé, 1870.
- Paris Pendant les Deux Sièges, Victor Palmé, 1871.
- Le Parfum de Rome, Victor Palmé, 1871.
- Mélanges Religieux, Historiques et Littéraires, Tome II, Tome III, Tome IV, Tome V, Tome VI, L. Vivés, 1857–1875.
- Molière et Bourdaloue, Société Générale de Librairie Catholique, 1877.
- La Guerre et l'Homme de Guerre, Victor Palmé, 1878.
- Çá et Lá, Société Générale de Librairie Catholique, 1883.
- Historietes et Fantaisies, Société Générale de Librairie Catholique, 1883.
- Études sur Victor Hugo, Société Générale de Librairie Catholique, 1886.

## Galeria

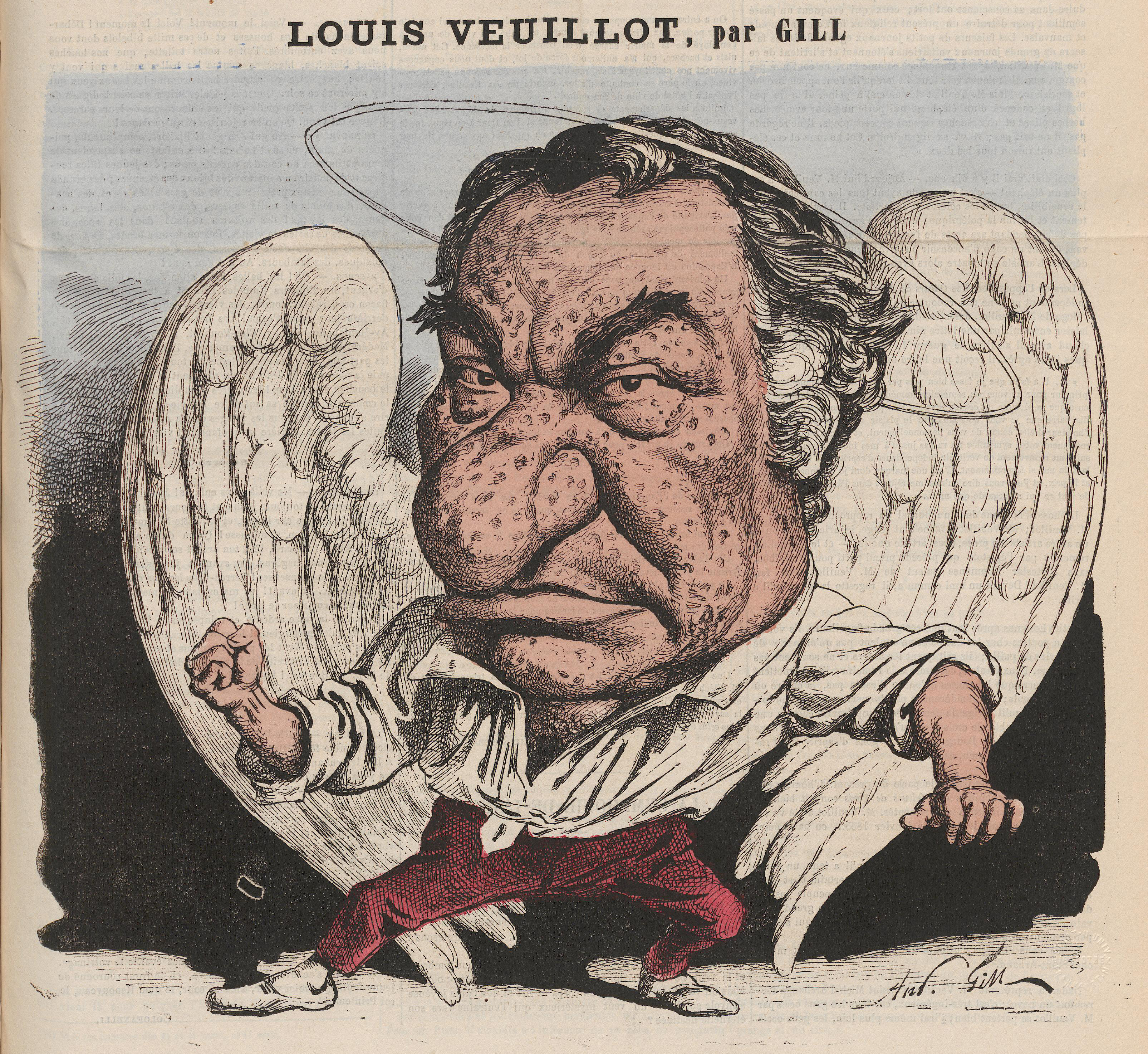
Caricatura de Louis Veuillot, de André Gil, de La Lune, 21 de abril de 1867.
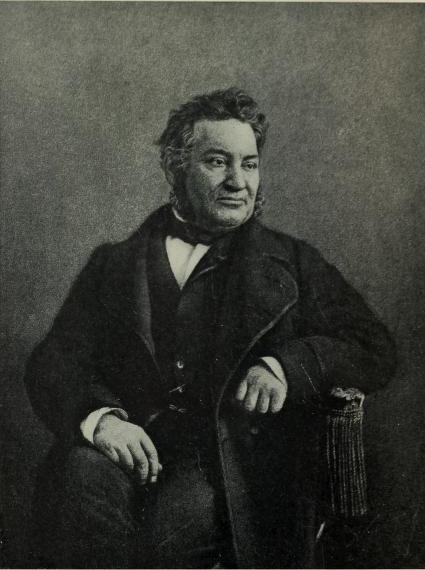
Retrato de Louis Veuillot
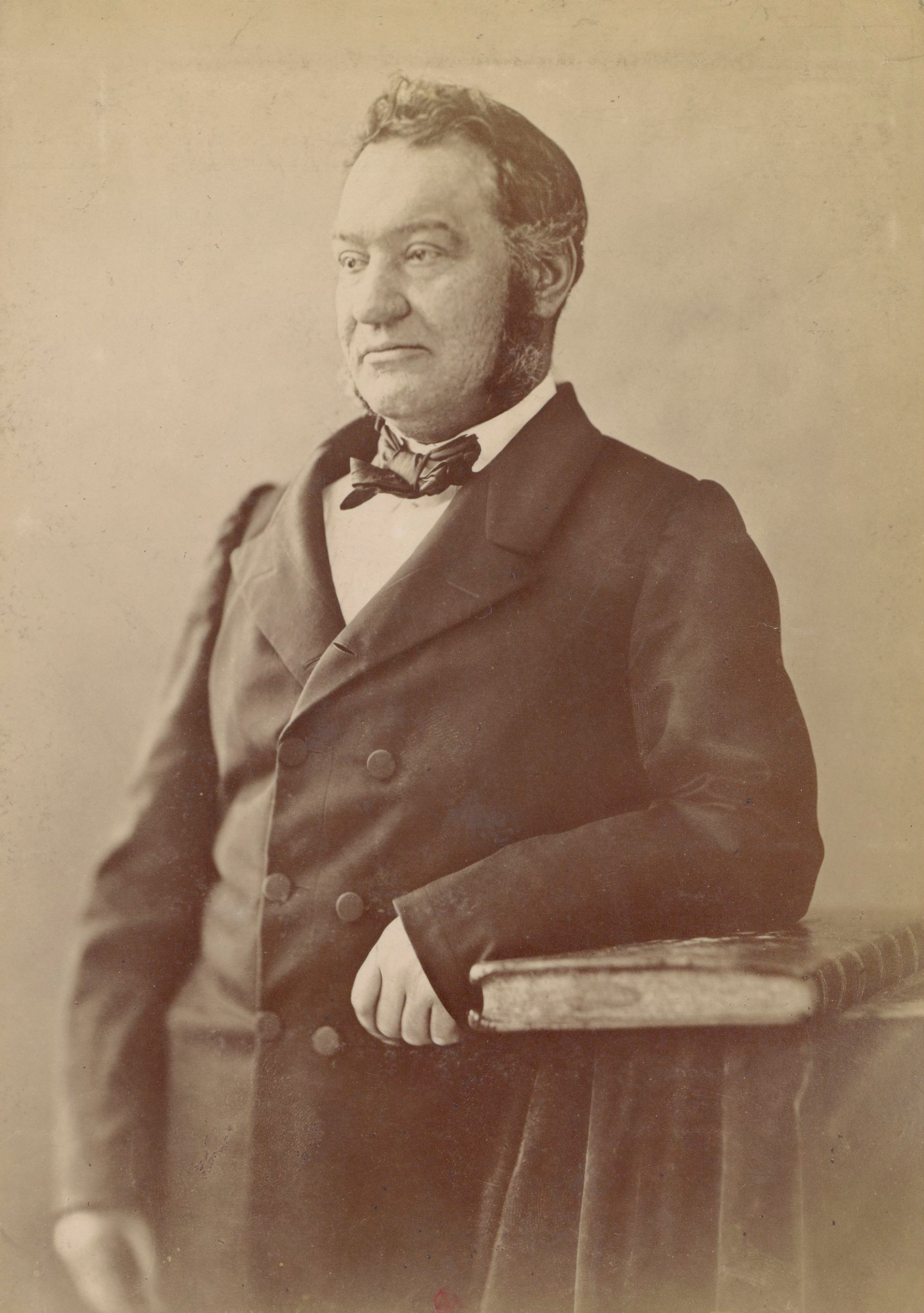
Foto de Nadar, década de 1850
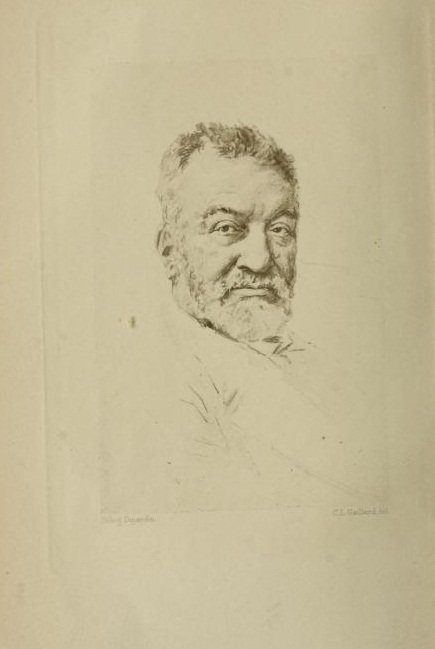
Retrato de Louis Veuillot
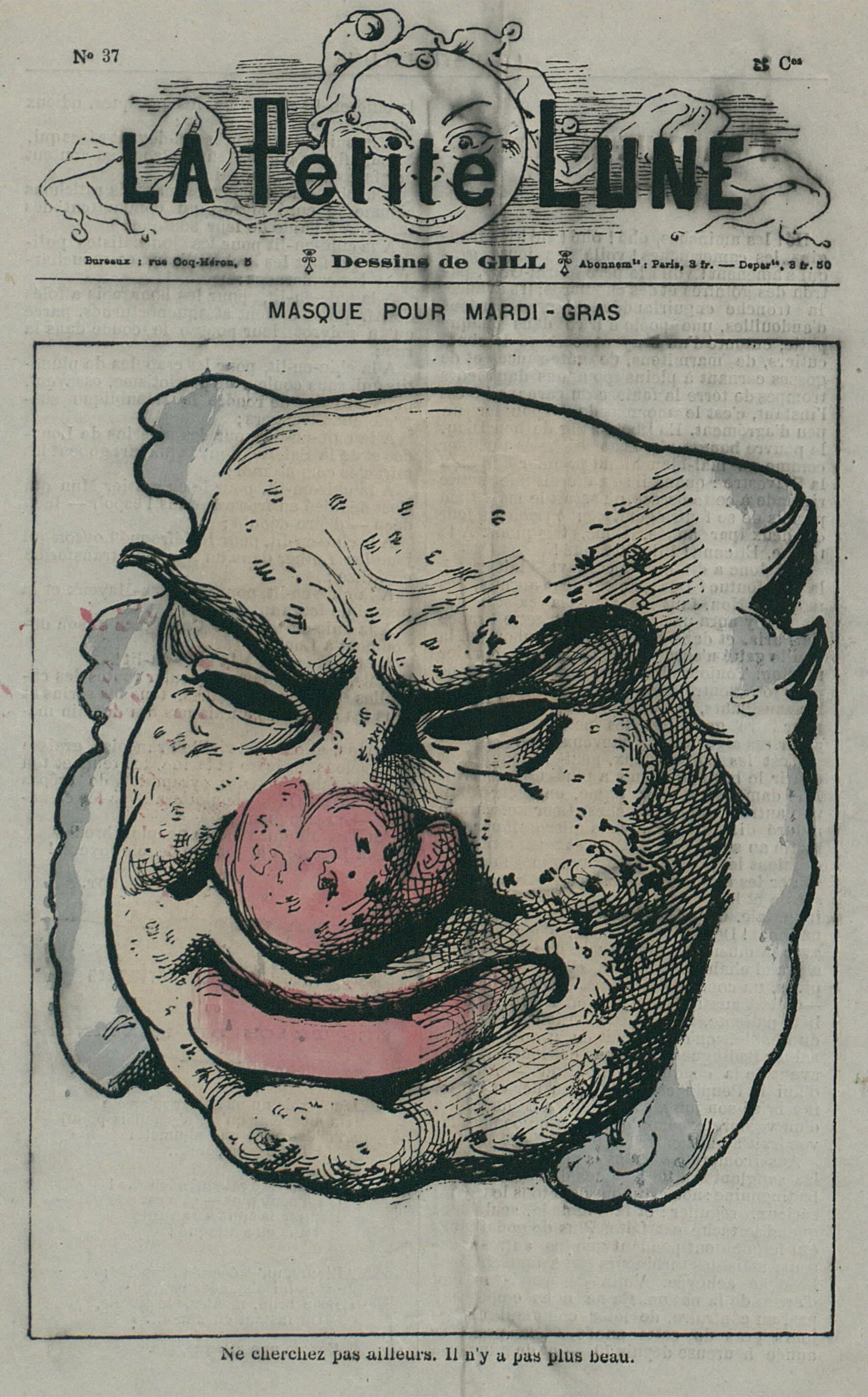
"Masque pour Mardi-Gras", Caricatura de Louis Veuillot, La Petite Lune, No. 37, 1878–1879
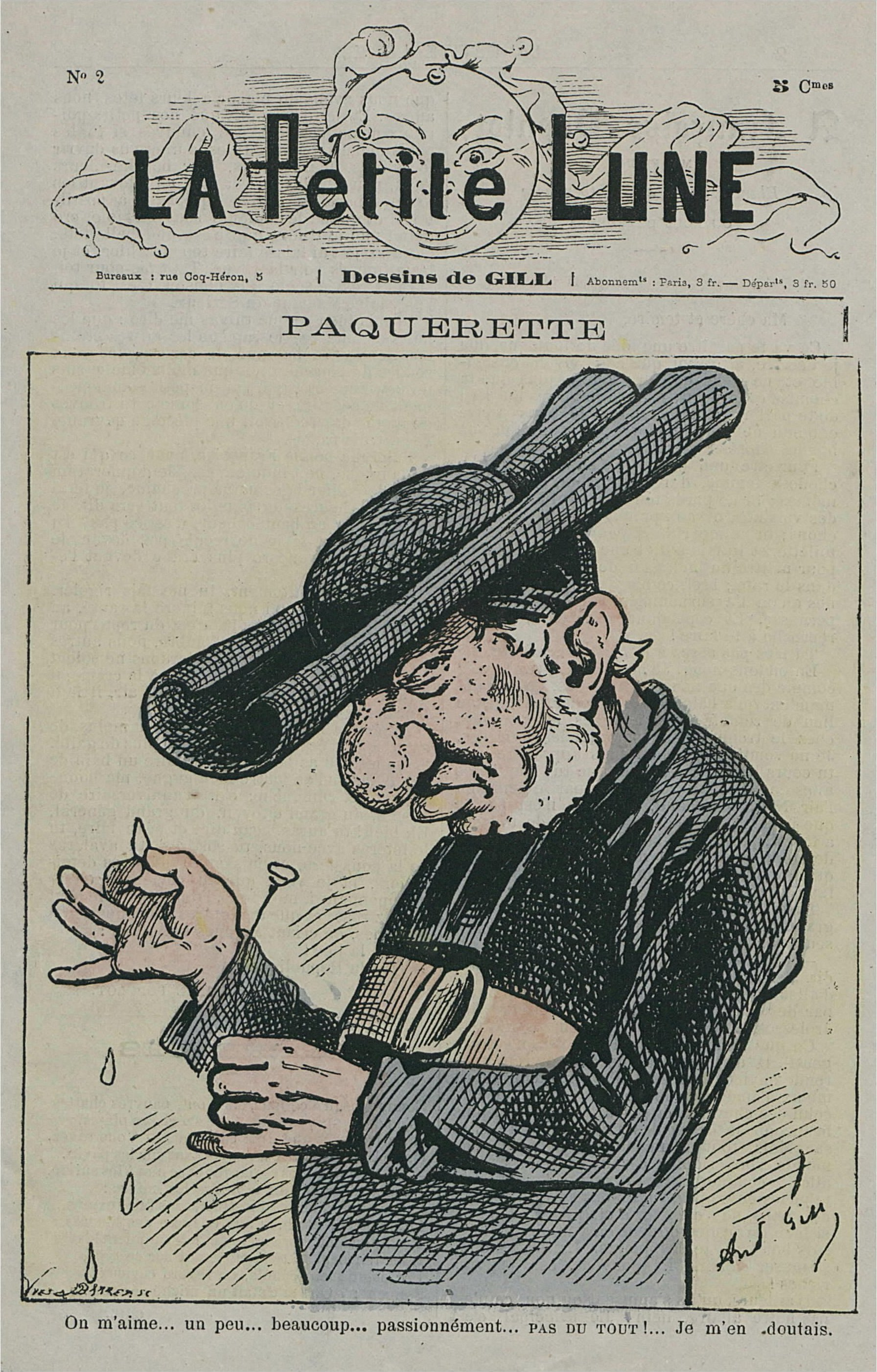
"Pâquerette", Caricatura de Louis Veuillot, La Petite Lune, No. 2, 1878–1879
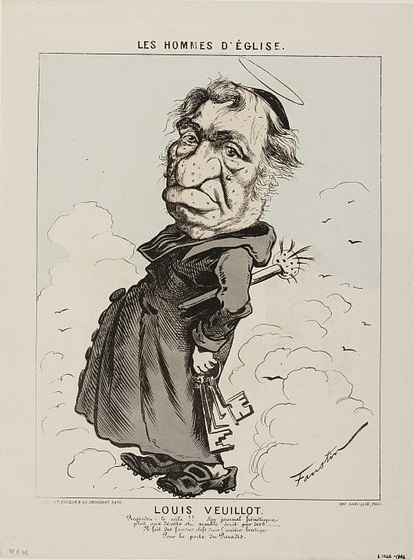
"Les Hommes D'Église", Caricatura de Louis Veuillot, de Faustin Betbeder, 1870–1871
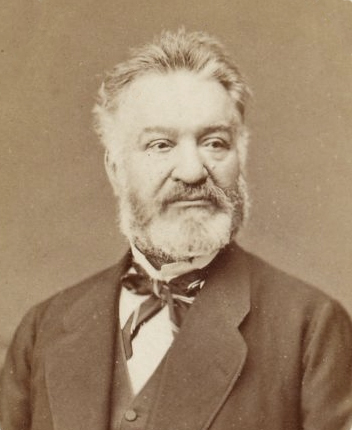
Imagem de Louis Veuillot, durante a década de 1870
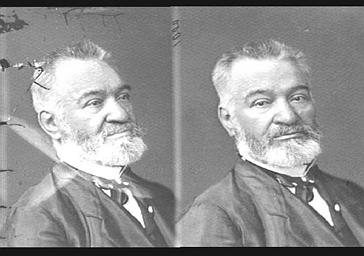
Imagens de Louis Veuillot, de Nadar, 1856
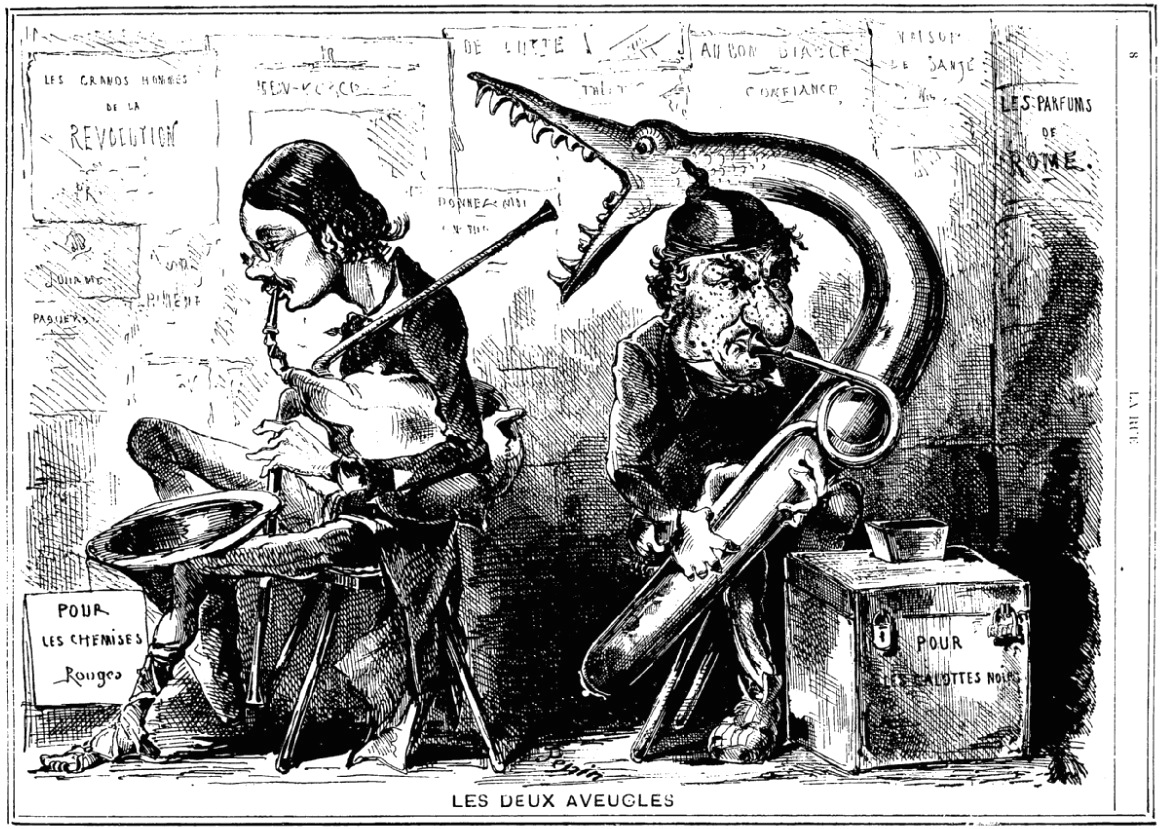
"Les Deux Aveugles" (Vermorel e Veuillot), de Claude Guillaumin, La Rue, 26 de outubro de 1867
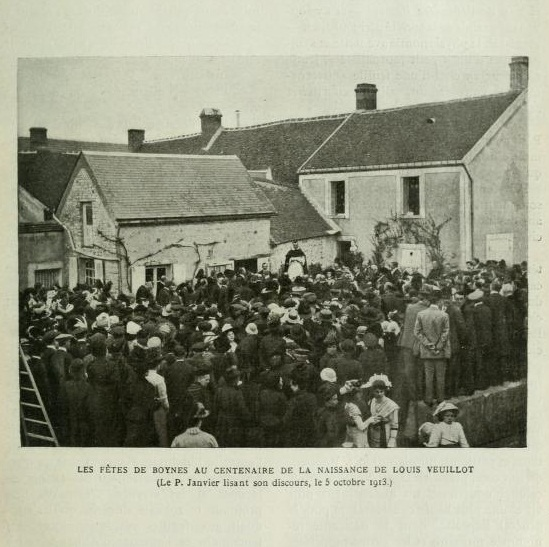
Comemoração do Centenário do Nascimento de Louis Veuillot, 5 de outubro de 1913
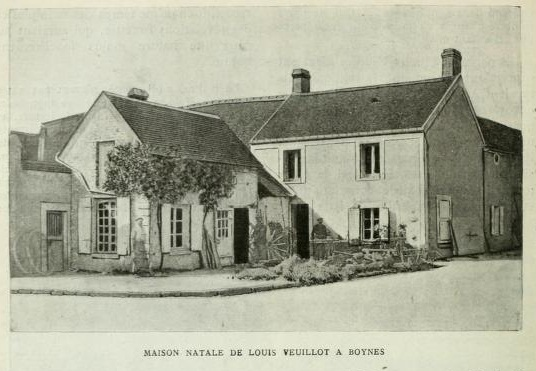
Louis Veuillot Nascimento, em Boynes, Loiret
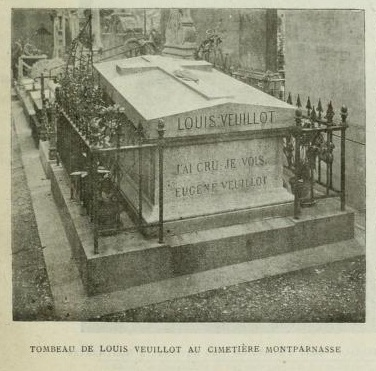
Tombstone de Veuillot, Cemitério de Montparnasse
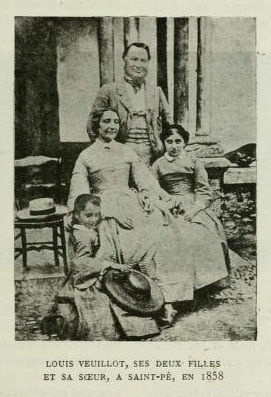
Veuillot, suas duas filhas, Agnès e Marie, e sua irmã, Élise, 1858
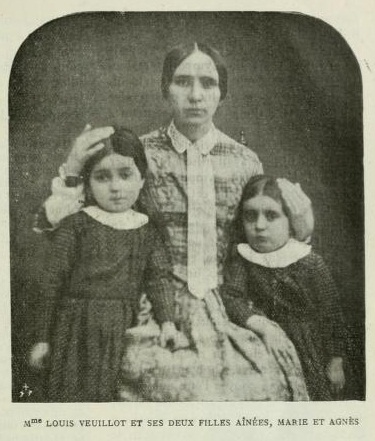
Esposa e Filhas de Louis Veuillot
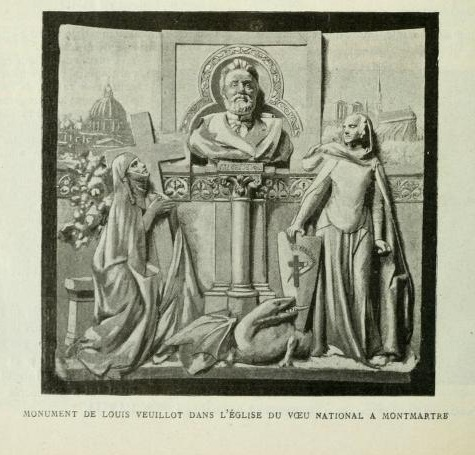
Monumento na Igreja Nacional do Voeu, em Montmartre

### Biografia
- Louis Veuillot, French Ultramontane Catholic Journalist and Layman, 1813-1883, Marvin Luther Brown, Moore Publishing Co., 1977.